# Mikołaj Stefan Pac
Mikołaj Stefan Pac herbu Gozdawa (ur. ok. 1623, zm. 8 maja 1684 w Rudawie pod Grodnem) – wojewoda trocki od 1651, kasztelan wileński w 1670, biskup wileński od 1671, starosta krzyczewski w 1650 roku, kanclerz Akademii i Uniwersytetu Wileńskiego Towarzystwa Jezusowego w latach 1672-1684.

## Życiorys
Był synem Stefana Paca, podkanclerzego litewskiego i podskarbiego wielkiego litewskiego.
Kariera Mikołaja Stefana Paca była dość wyjątkowa na tle magnaterii. Poseł sejmiku wileńskiego na sejm zwyczajny 1649/1650 roku, sejm zwyczajny 1650 roku. Na sejmie 1650 roku wyznaczony z Koła Poselskiego komisarzem do zapłaty wojsku Wielkiego Księstwa Litewskiego. W 1651 otrzymał urząd wojewody trockiego, mimo niepełnienia wcześniej żadnych znaczących urzędów. 17 października 1655 roku złożył przysięgę na wierność carowi Aleksemu Michajłowiczowi. Był uczestnikiem konfederacji tyszowieckiej w 1655 roku. Na sejmie 1659 roku wyznaczony z Senatu komisarzem do zapłaty wojsku Wielkiego Księstwa Litewskiego. W 1661 był delegatem Senatu na Trybunał Skarbowy Wielkiego Księstwa Litewskiego. Na sejmie 1662 roku wyznaczony z Senatu komisarzem do zapłaty wojsku Wielkiego Księstwa Litewskiego. W 1664 dyrektor trockiego sejmiku przedsejmowego, w 1666 marszałek Trybunału Głównego Wielkiego Księstwa Litewskiego. Na sejmie abdykacyjnym 16 września 1668 roku podpisał akt potwierdzający abdykację Jana II Kazimierza Wazy. Był członkiem konfederacji generalnej zawiązanej 5 listopada 1668 roku na sejmie konwokacyjnym. Na sejmie zwyczajnym 1670 roku wyznaczony z Senatu komisarzem do zapłaty wojsku Wielkiego Księstwa Litewskiego. W 1670 został kasztelanem wileńskim, jednak już po kilku miesiącach rozwiódłszy się z żoną złożył posiadane urzędy, przyjął święcenia kapłańskie i został niemal natychmiast mianowany biskupem wileńskim. Bardzo szybko popadł w ostry konflikt z kapitułą wileńską, wskutek czego kapituła starała się w Rzymie o unieważnienie jego nominacji. W efekcie tych wypadków do konsekracji biskupiej doszło dopiero w 1681. Nie był rzeczywiście mianowany biskupem wileńskim przez papieża Innocentego XI do 25 maja 1682.
Był członkiem konfederacji generalnej zawiązanej 15 stycznia 1674 roku na sejmie konwokacyjnym. Elektor Jana III Sobieskiego z województwa wileńskiego w 1674 roku, podpisał jego pacta conventa. 
Pochowany w katedrze Św. Stanisława i Św. Władysława w Wilnie.